# Малруни, Киран
Киран Малруни (англ. Kieran Mulroney, род. 24 сентября 1965) — американский актёр, появившийся в разные годы во многих телесериалах. Также является музыкантом и пишет сценарии фильмов вместе со своей женой Мишель. Родился в Алегзандрии, Виргиния, где окончил Среднюю Школу Т. К. Уильямса. Брат актёра Дермота Малруни.

## Фильмография

### Телесериалы
- 1988 — Звёздный путь: Следующее поколение / Star Trek: The Next Generation — Бензан
- 1993 — Сайнфелд / Seinfeld — Тимми
- 1998 — С Земли на Луну / From the Earth to the Moon— астронавт Расти Швайкарт
- 1998 — Скорая помощь / ER — отец Марти
- 2001 — Звёздный путь: Энтерпрайз / Star Trek: Enterprise — Шоу
- 2002 — Полиция Нью-Йорка / NYPD Blue — Эндрю Слоин
- 2002 — Защитник / The Guardian — Роберт Твэйн
- 2003 — Справедливая Эми / Judging Amy — мистер Синклер
- 2003 — Морская полиция: Спецотдел / NCIS — лейтенант Рейнольдс

### Фильмы
- 1991 — Как сделать карьеру / Career Opportunities — Гил Кинни
- 1993 — Геттисберг / Gettysburg — Майор Джи Мокси Соррел
- 1996 — Гриль-бар «Порох» / The Spitfire Grill — Джо Сперлинг

### Сценарист
- 2009 — Бумажный человек / Paper Man
- 2011 — Шерлок Холмс: Игра теней / Sherlock Holmes: A Game of Shadows

### Режиссёр
- 2009 — Бумажный человек / Paper Man

### Продюсер
- 2006 — Дикие тигры, которых я знал / Wild Tigers I Have Known — исполнительный продюсер